# 神头站
神头站是一个北同蒲线上的铁路车站，位于中华人民共和国山西省朔州市朔城区神头街道，建于1939年，目前为二等站，目前客运：办理旅客乘降；行李、包裹托运；货运：办理整车、零担货物发到；不办理整车爆炸品及整车一级氧化剂发到。

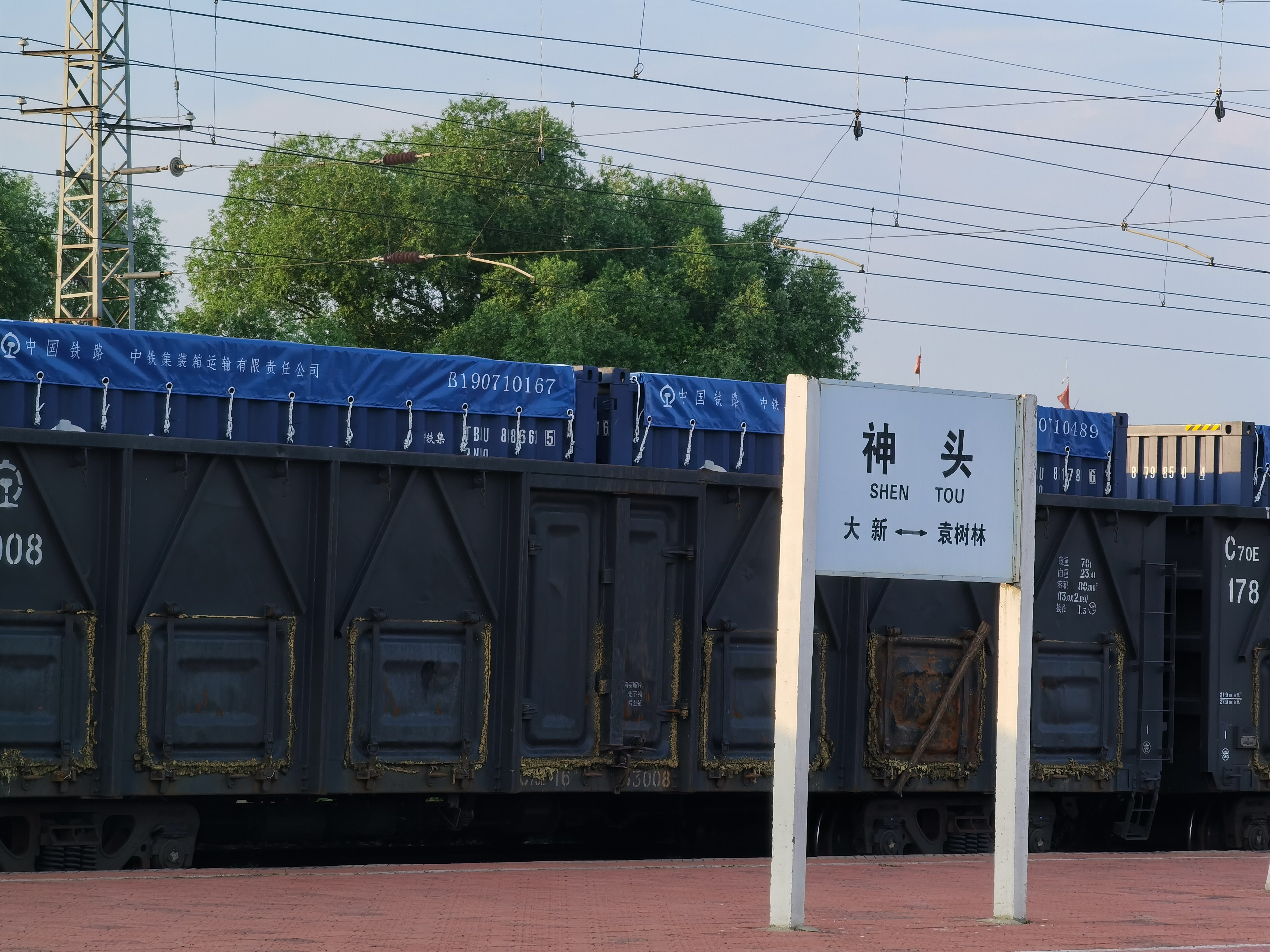
2020年，神头站站牌

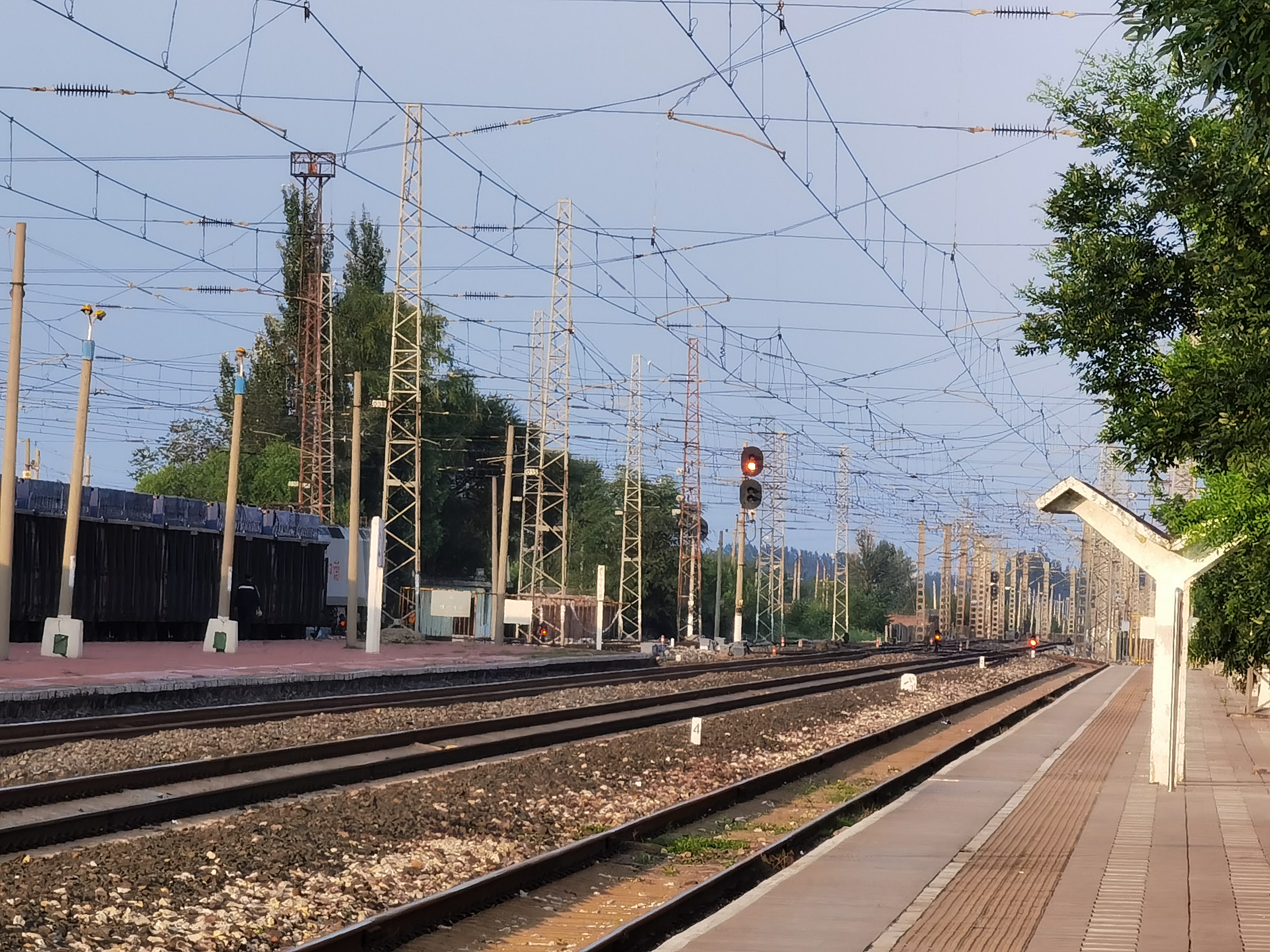
2020年，神头站站场与站台

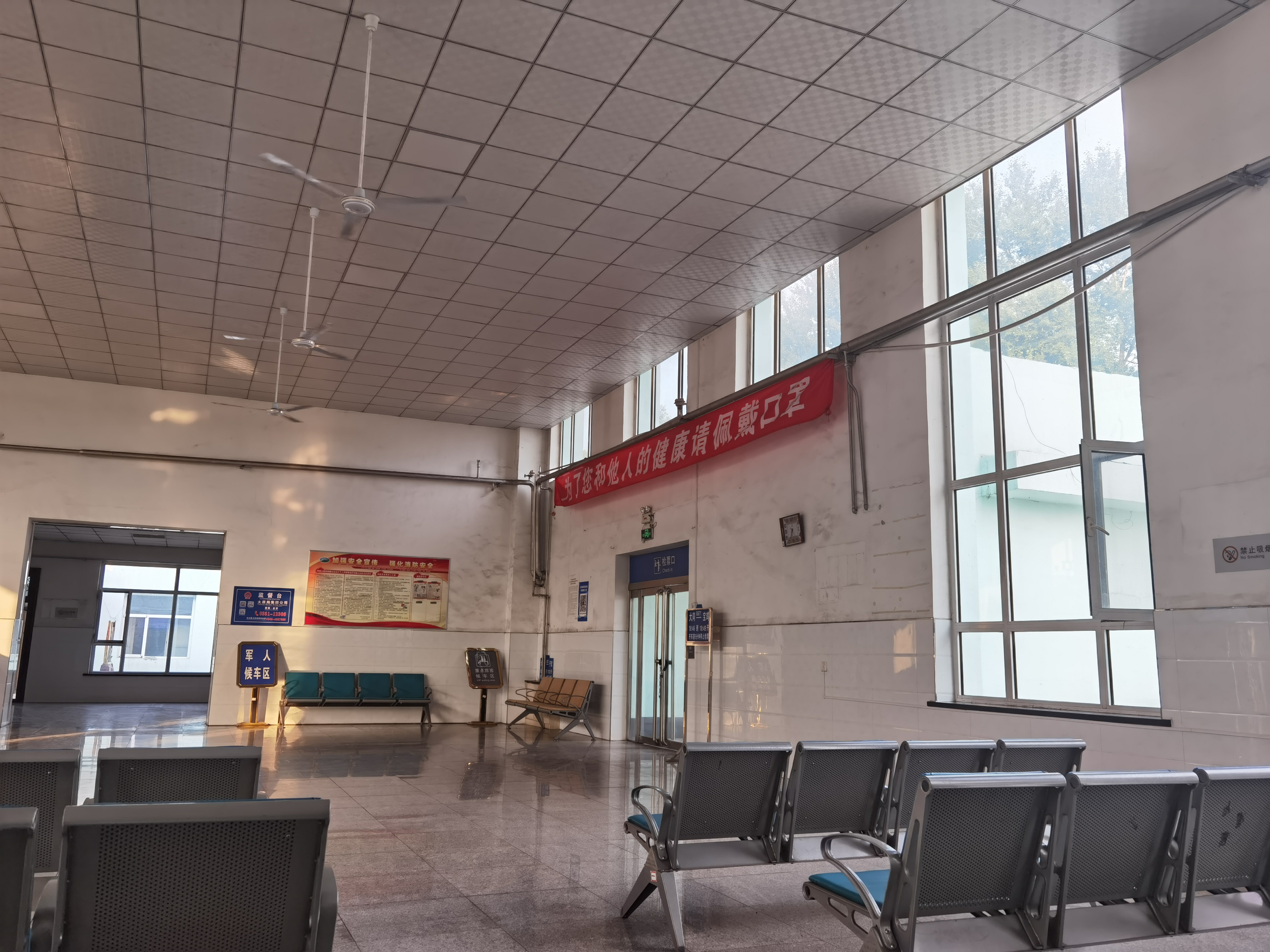
2020年，神头站候车室

## 车站历史
- 建于1939年。